# Vlag van Palencia
De vlag van de Spaanse provincie Palencia bestaat uit een donkerpaars veld met in het midden het provinciale wapen. Het is niet bekend wanneer deze vlag officieel als provincievlag is ingesteld.
De gebruikelijke vlag heeft een lengte:breedte-verhouding van 2:3, met het wapenschild half zo hoog als de vlag. De kleur paars die voor het veld wordt gebruikt is Pantone 2613. Wanneer de provincievlag niet de aangegeven verhoudingen heeft, moet hij vierkant zijn. Deze vlag wordt gebruikt als officiële voertuigvlag. Wanneer de vlag vierkant is, moet het wapen ook gecentreerd zijn en bijna de hele vlag beslaan.
Het wapen is een combinatie van de wapens van de belangrijkste steden in de provincie: Frechilla, Cervera de Pisuerga, Saldaña, Astudillo, Carrión de los Condes, Baltanás en Palencia.
|  |  |